# Zingeria verticillata
Zingeria verticillata là một loài thực vật có hoa trong họ Hòa thảo. Loài này được (Boiss. & Bal.) Chrtek miêu tả khoa học đầu tiên năm 1963.